# Stathmopoda pantarches
Stathmopoda pantarches is een vlinder uit de familie Stathmopodidae. De wetenschappelijke naam van de soort is voor het eerst geldig gepubliceerd in 1897 door Meyrick.